# Pseudonymphes zambonii
Pseudonymphes zambonii là một loài côn trùng trong họ Myrmeleontidae thuộc bộ Neuroptera. Loài này được Martins-Neto miêu tả năm 1998.